# Миноносцы типа S-120
Миноносцы типа S-120 — тип миноносцев (по официальной классификации германского флота — миноносцев для открытого моря), состоявший на вооружении Военно-морского флота Германии в начале XX века и в период Первой мировой войны. Продолжение развития германских «стандартных» миноносцев фирмы «Шихау». Всего было построено 5 миноносцев этого типа — S-120 — S-124 (все по программе 1903 года). С начала войны находились в составе учебных, сторожевых и эскортных флотилий. В годы войны 3 миноносца S-120 — S-122 были переоборудованы в тральщики T-120 — T-122. Три из пяти миноносцев (S-122 — S-124) погибли в период Первой мировой войны.

## Энергетическая установка
На кораблях типа в качестве ГЭУ были установлены две трёхцилиндровые паровые машины (тройного расширения) общей мощностью 6400 л. с. и 3 военно-морских котла с давлением 15,5 атмосфер. Максимальные запасы топлива на миноносцах типа составляли 115 тонн угля.

## Вооружение
Миноносцы вооружались тремя 50-мм орудиями. Торпедное вооружение состояло из трёх однотрубных 450-мм торпедных аппаратов (пять торпед).